# فهرست فرودگاه‌های جمهوری آرتساخ
این مقاله شامل فهرست فرودگاه‌های جمهوری آرتساخ است که بر پایهٔ مکان قرارگیری آن‌ها مرتب شده است.

## فهرست
| جمهوری آرتساخ | ایکائو | اداره هوانوردی فدرال | یاتا | نام فرودگاه        | مختصات                                                        |
| استپاناکرت    |        | UB13                 |      | فرودگاه استپاناکرت | ۳۹°۵۴′۰۵″ شمالی ۴۶°۴۷′۱۳″ شرقی / ۳۹٫۹۰۱۳۹°شمالی ۴۶٫۷۸۶۹۴°شرقی |